# Persephone

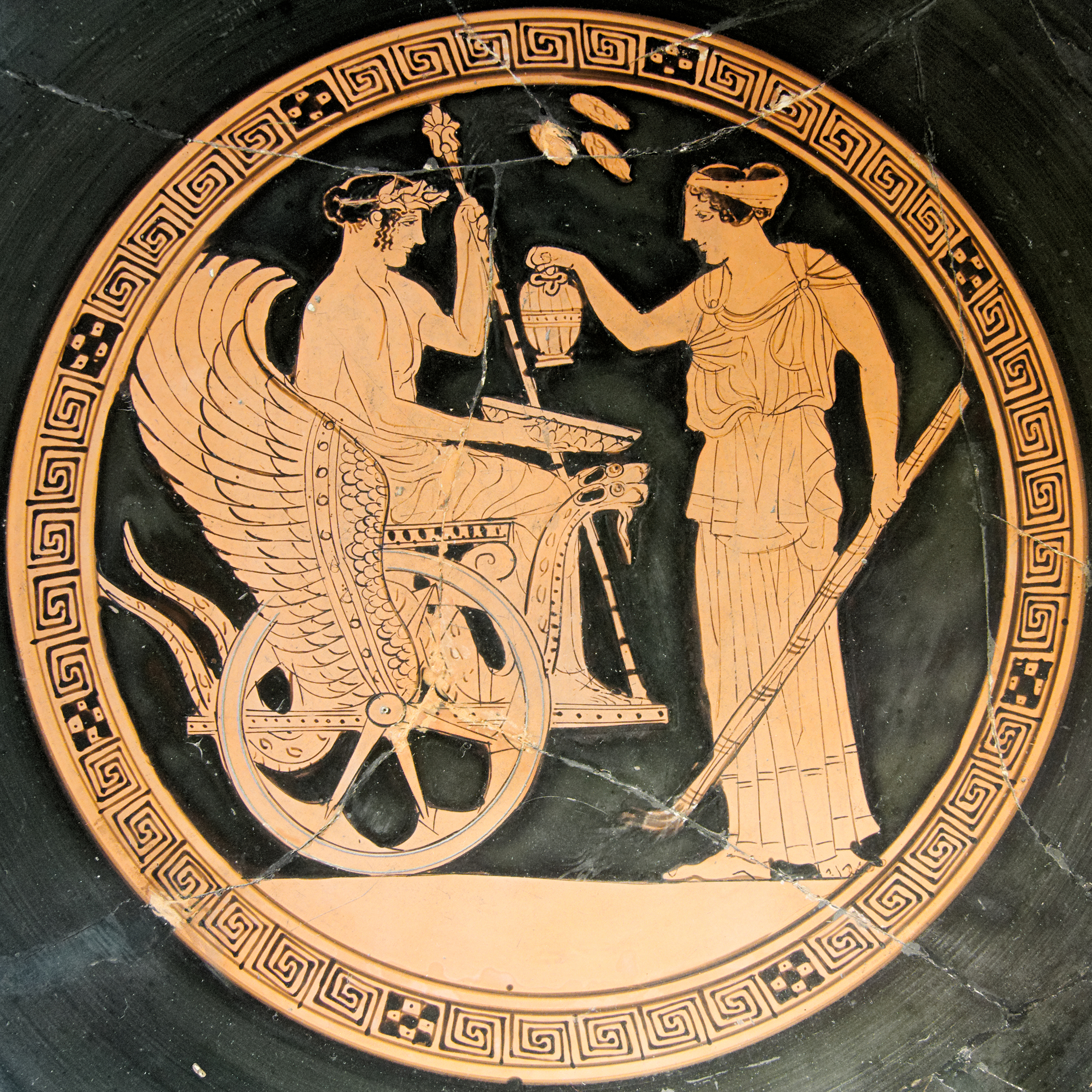
Triptolemos und Kore, Tondo einer attisch-rotfigurigen Schale des Aberdeen-Malers, um 470/60 v. Chr. (Louvre, Paris)

Persephone (altgriechisch Περσεφόνη Persephónē) ist in der griechischen Mythologie eine Toten-, Unterwelt- und Fruchtbarkeitsgöttin. In der römischen Mythologie entspricht ihr Proserpina.
Sie ist Tochter des Zeus und seiner Schwester Demeter und trägt oft den Namen Kore (Κόρη, eigentlich „Mädchen“, in diesem Fall aber speziell „Tochter“) oder Kora.

## Etymologie
Man nimmt heute an, dass die älteste Form Περσόφαττα ein Kompositum aus pertho, zerstören, und -phatta, verwandt mit vedisch parsha „Garbe“, darstellt und die Bedeutung „die, welche die Garben schlägt“ (die das Getreide drischt) hat.

## Mythos

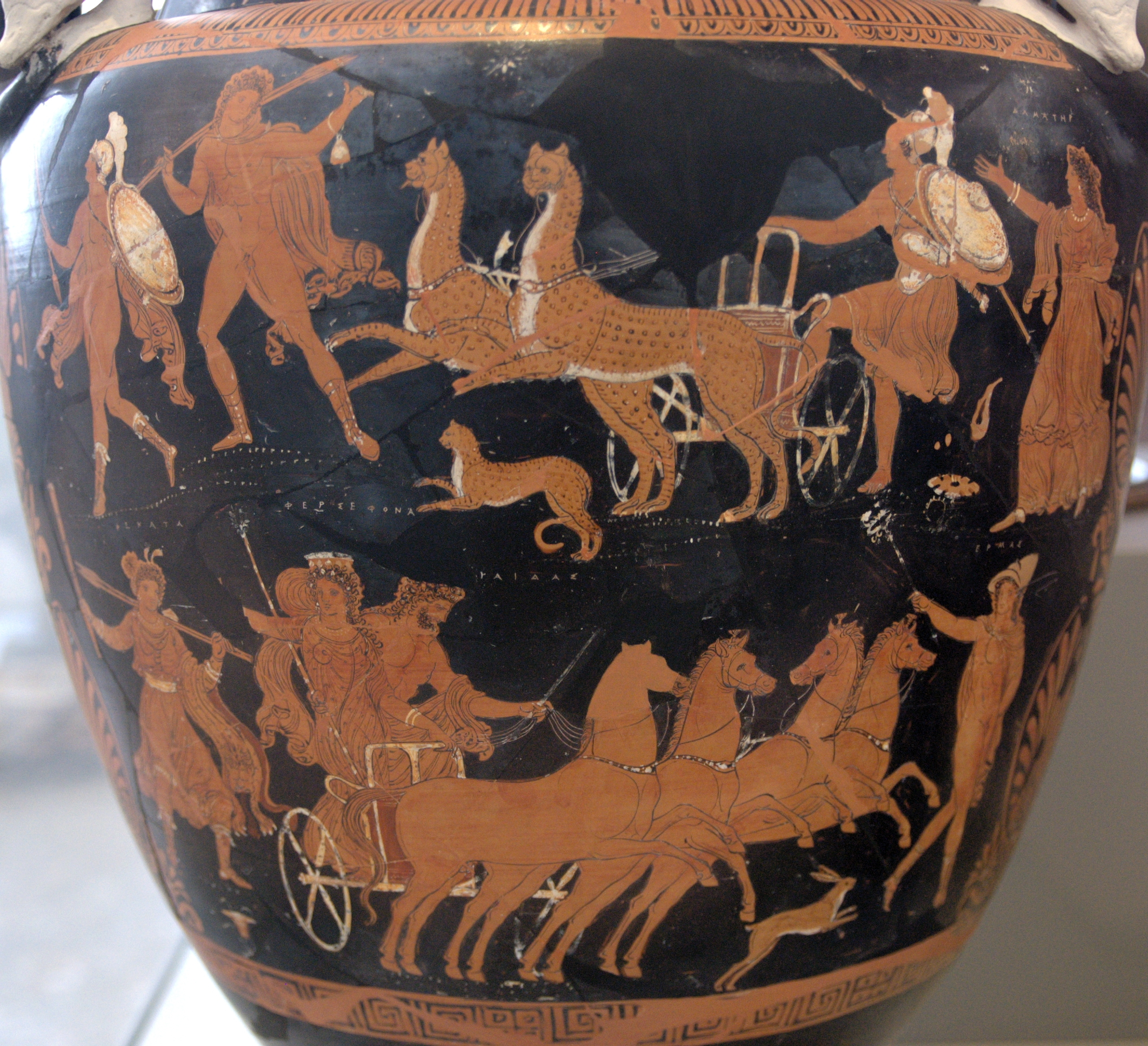
Raub der Persephone. Unten Hades und Persephone auf der Quadriga, rechts davon Hermes. (Persephone-Krater, Antikensammlung Berlin)

Ihr eigener Vater Zeus verliebte sich in Kore. In der Gestalt einer Schlange kroch er in sie und befruchtete sie. Sie gebar Zagreus, der Zeus’ Nachfolger werden sollte.
Der zentrale Mythos der Persephone erscheint erstmals in der homerischen Hymne für Demeter. Es wird berichtet, dass Hades, der Gott der Unterwelt und Bruder des Zeus, sich in Kore verliebte. Er bat daher Zeus um Kore als Frau. Wissend, dass Kore nicht freiwillig in die sonnenlose Unterwelt gehen würde, stimmte Zeus weder zu, noch lehnte er ab. Hades interpretierte dies als Zustimmung. Als Kore in der Ebene von Nysa Blumen pflückte, stieg Hades aus der Unterwelt empor und entführte Kore auf seinem Gespann. Ihre Hilfeschreie wurden von Zeus ignoriert. Kore fügte sich, nun als Persephone bezeichnet, in ihr Schicksal.
Ihre Mutter Demeter wanderte inzwischen verzweifelt umher und hinderte in ihrem Gram alle Pflanzen am Wachstum, was Zeus zum Eingreifen zwang, da die Gefahr bestand, dass die ganze Welt an Hunger zugrunde ginge.
Schließlich wurde eine Einigung erzielt, die vorsah, dass Persephone nur einen Teil des Jahres in der Unterwelt weilen sollte. Dementsprechend kommt es zu Winter, wenn Kore als Persephone in der Unterwelt regiert, und Sommer, wenn Kore bei ihrer Mutter lebt.
In der Theseussage versuchen Theseus und Peirithoos Persephone zu befreien, da Peirithoos sie heiraten will. Das Vorhaben misslingt, worauf Theseus von Herakles aus der Unterwelt gerettet wird, während Peirithoos zurückbleibt.

## Kult

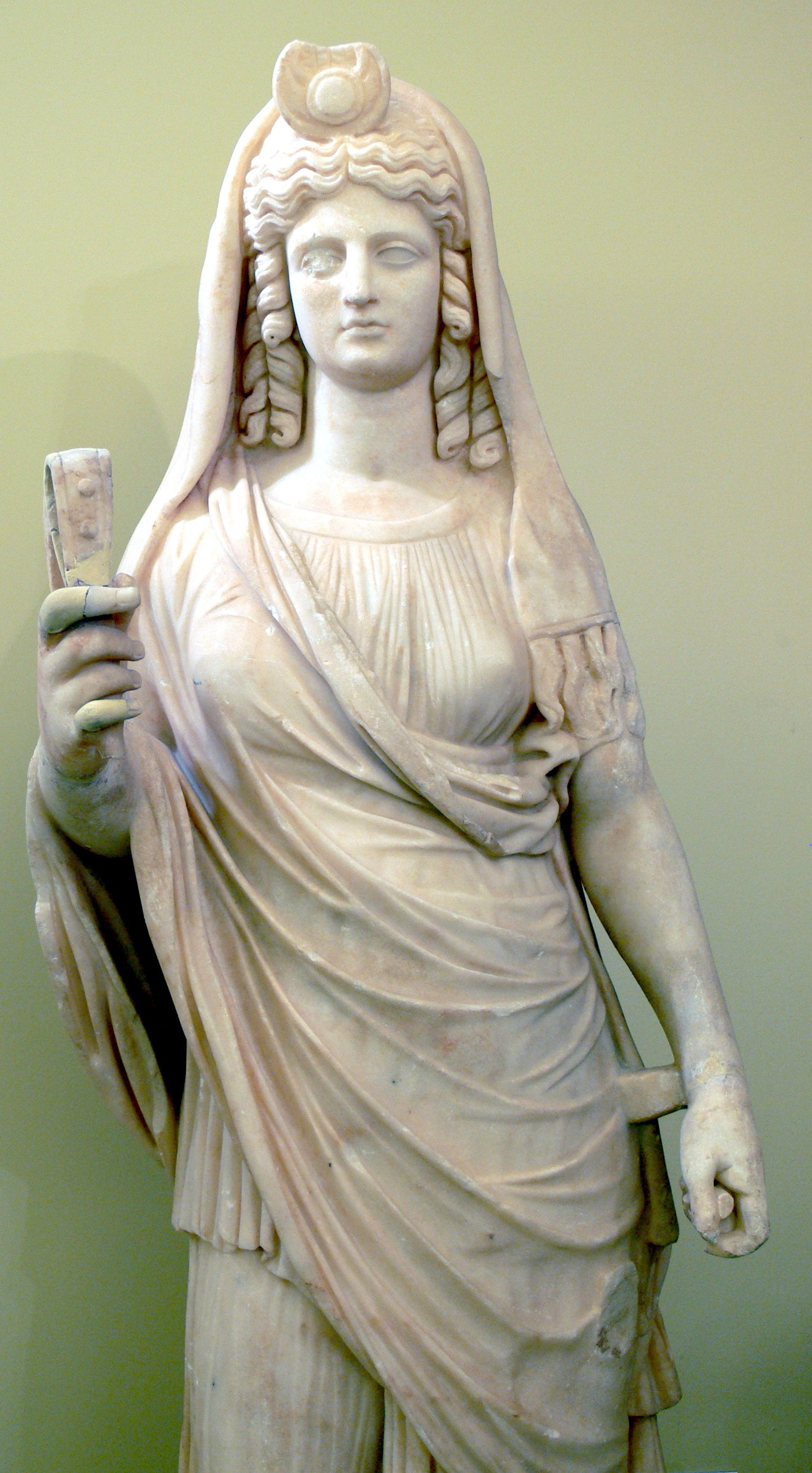
Statue der Isis-Persephone (Archäologisches Museum Iraklio)

Die Bedeutung des Mythos ist eine allegorische Darstellung des Zyklus der Jahreszeiten. In den Eleusinischen Mysterien wurde der Mythos als das Bild einer höheren Idee, nämlich der Unsterblichkeit der Seele, aufgefasst und jedes Jahr festlich begangen. Nach dem Orphismus sitzt sie verschleiert auf einem Stuhl im Hades und hat einen Kranz von Mohn auf dem Haupte.
Persephone steht in enger Verbindung zu ihrer Mutter Demeter. So wurde sie meist gemeinsam mit ihr außer in Eleusis auch in Böotien, auf der Peloponnes und auf Sizilien verehrt. Bei den Orphikern der späteren Zeit ist Persephone eine allwaltende Naturgottheit und wird vielfach mit anderen mythischen Gottheiten, Hekate, Gaia, Rhea, Isis, vermengt. Dargestellt wurde sie zusammen mit Hades, als Tochter der Demeter oder als strenge Gemahlin des Hades, mit königlichen Insignien und der Fackel, dem Symbol der eleusinischen Weihen.
Im Einzelnen ist es oft schwer zu bestimmen, ob eine Darstellung der Demeter oder der Kore vorliegt, da ihre Idealtypen praktisch identisch sind, nur dass Kore stets jugendlicher aufgefasst wird.

## Rezeption

### Bildende Kunst
In einer Gruppe bildete sie Praxiteles, in einem Relief (zusammen mit Hades, Dionysos und zwei Nymphen) Kolotes. Öfter kommt sie in größeren Darstellungen vor, besonders in Schilderungen der Aussendung des Triptolemos, ihrer Entführung durch Hades und ihrer Rückkehr auf die Erde. Diesen Gegenstand behandeln mit Vorliebe die römischen Sarkophagreliefs, doch war der Raub der Kore auch Inhalt eines Gemäldes des Nikomachos. Die Auffahrt der Persephone aus der Unterwelt ist sehr schön auf einem Vasenbild (Fragment des Marchese del Vasto) dargestellt. In der römischen Zeit ist ihre Vereinigung mit Dionysos (als Liber und Libera), der Brautzug beider unter Begleitung bacchantisch rasender Satyrn und Mänaden sehr häufig auf Sarkophagen behandelt.
In der Neuzeit gibt es Bearbeitungen des Sujets des Raubs der Persephone unter anderem von Albrecht Dürer (1516), Rembrandt van Rijn (1631) und Peter Paul Rubens (1636), sowie ein sehr bekanntes Gemälde von Dante Gabriel Rossetti (1874), in dem sie als melancholische Figur erscheint, die in der Linken einen angebissenen Granatapfel hält.

Darstellungen in der bildenden Kunst
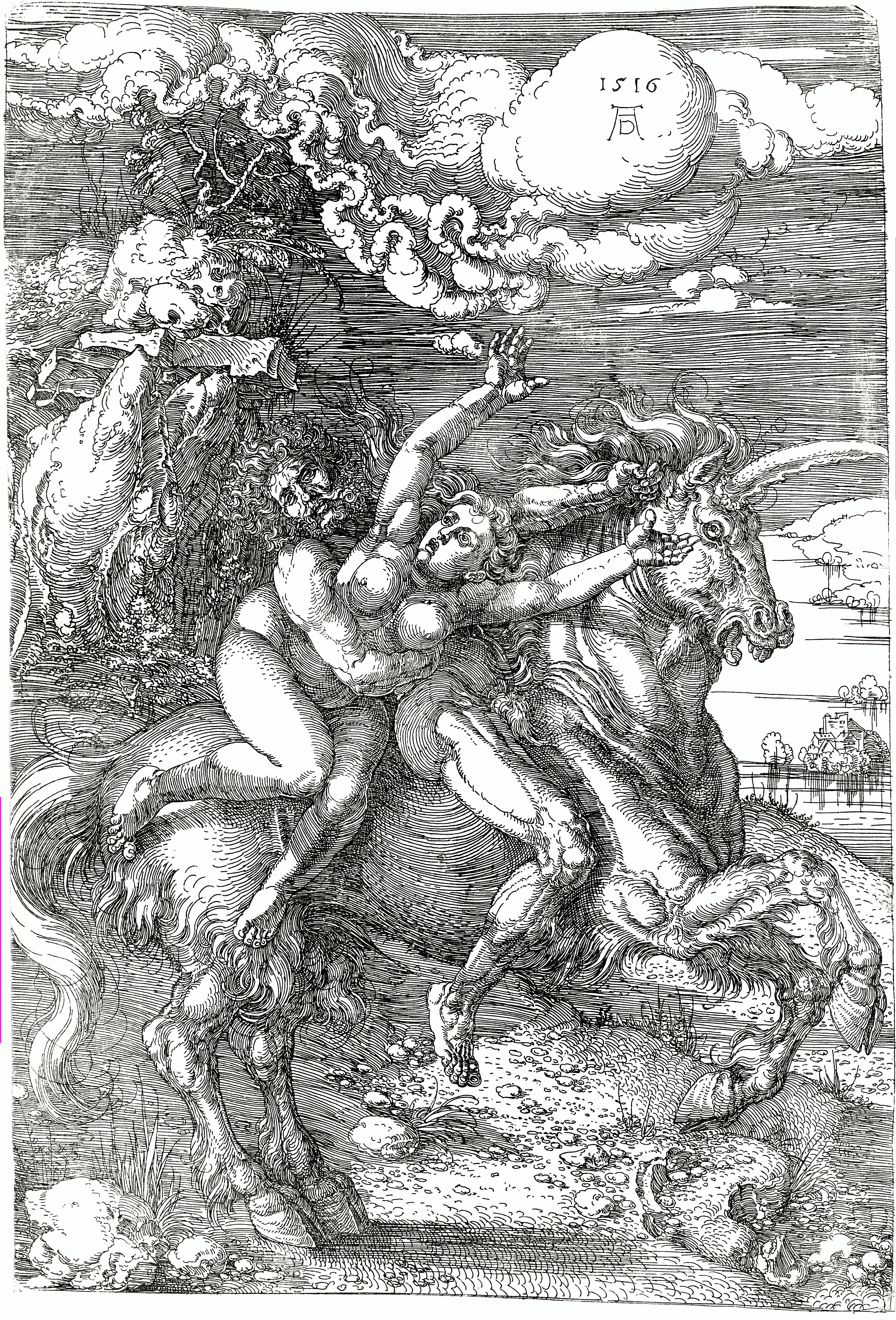
Raub der Proserpina (Eisenradierung von Albrecht Dürer 1516)
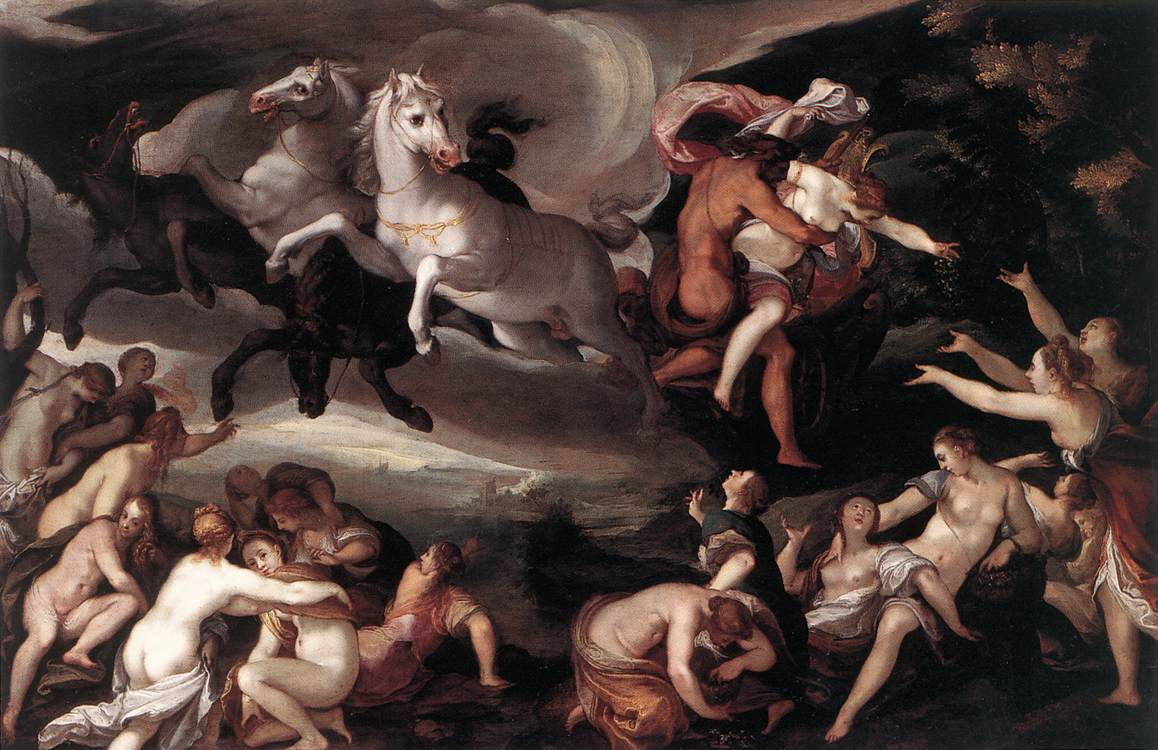
Raub der Proserpina (Gemälde von Joseph Heintz d. Ä., zwischen 1598 und 1605)
Proserpina von Dante Gabriel Rossetti (1874)

### Dichtung
- Johann Wolfgang von Goethe: Proserpin. Eine dichterische Bearbeitung der Persephonesage, dem Triumph der Empfindsamkeit eingeschaltetes Monodrama (siehe Ludwig Preller)
- Stephen King: Wahn, Originaltitel Duma Key. Eine der Hauptfiguren, eine dämonische Gestalt namens Perse, gleichzeitig der Name eines Totenschiffs, das auch eine Rolle spielt, weist starke Bezüge zu Persephone auf.[3]
- Peter S. Beagle: Summerlong. 2016. Persephone flieht vor ihrem Mann Hades an den Puget Sound und versteckt sich dort einen Sommer lang als Kellnerin.

### Film
- Eine Episode der Fernsehserie Hercules basiert auf der Persephone-Sage. Dabei werden Theseus und Peirithoos weggelassen, ein Einverständnis von Persephone und Hades postuliert, die Geschichte mit Versatzstücken aus der Orpheus-Sage angereichert und das Ganze mit Samuel Barbers Adagio for Strings untermalt.
- Im Film Matrix Reloaded taucht Persephone als Frau des Merowingers auf, welcher sie wiederum programmierte und damit Zeus’ Rolle als Vater einnimmt.
- Persephone hilft in dem Film Percy Jackson – Diebe im Olymp den jugendlichen Helden aus reiner Rachsucht an Hades dabei, aus der Unterwelt zu entkommen.

### Musik
- Proserpine – Tragisch-lyrische Oper in 2 Akten von Jean-Baptiste Lully (1680)
- Persephone. Orchesterstück von Imogen Holst (1929)
- Perséphone – Melodrama von Igor Strawinsky in 3 Szenen von André Gide, für Sprecher, Tenor, vierstimmigen Chor und Orchester (1934)
- Persephassa für sechs Schlagzeuger von Iannis Xenakis, (1969)
- Persephone im Album Theres The Rub von Wishbone Ash (1974)
- Persephone oder der Ausgleich der Welten – Oper von Günter Neubert, Libretto Carl Ceiss, (1990–1995)
- Core – Konzeptalbum der Progressive-Metal-Band Persefone (2006)
- Proserpina – Oper/Monodram von Wolfgang Rihm (2009)
- Persephone von Tamino im Album Amir (2018)
- Proserpine – Oper von Silvia Colasanti (2019)